# Хелфрих, Конрад Эмил Ламберт
Конрад Эмил Ламберт Хелфрих (нидерл. Conrad Emil Lambert Helfrich; 11 октября 1886 — 20 сентября 1962) — лейтенант-адмирал королевских военно-морских сил Нидерландов, один из ведущих голландских флотоводцев периода Второй мировой войны.

## Биография
Конрад Хелфрих родился в 1886 году в Семаранге. В 1907 году поступил во флот. В 1919—1922 годах служил в штабе ВМФ в Гааге, где разработал план военно-морских операций для Голландской Ост-Индии.
Во время Второй мировой войны после начала боевых действий на Тихом океане Конрад Хелфрих стал командующим нидерландскими военно-морскими силами в Голландской Ост-Индии. Он сразу стал вести агрессивные боевые действия, и нидерландские подводные лодки потопили в первые недели войны больше японских судов, чем флоты Великобритании и США вместе взятые, за что Хелфрих получил прозвище «корабль в день».
12 февраля 1942 года Хелфрих сменил американского адмирала Томаса Харта на посту командующего объединённым ВМФ Союзников в рамках командования ABDA, однако вскоре, в результате сражения в Яванском море, остался практически без кораблей. Остаток войны Хелфрих провёл на Цейлоне, готовя возвращение нидерландской администрации в Голландскую Ост-Индию.
В 1945 году Хелфрих был произведён в адмирал-лейтенанты и стал главнокомандующим ВМФ Нидерландов. 2 сентября 1945 года от имени Королевства Нидерландов Конрад Хелфрих подписал на борту американского линкора «Миссури» «Акт о капитуляции Японии».

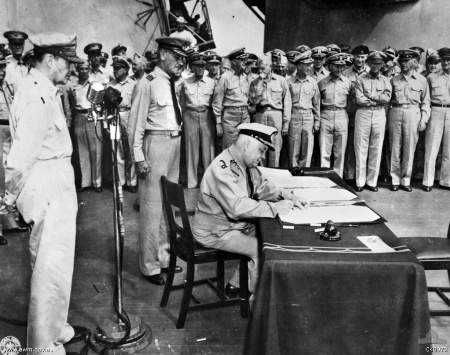
2 сентября 1945. Лейтенант-адмирал Хелфрих подписывает от имени Нидерландов «Акт о капитуляции Японии»